# 奇龙大桥
奇龙大桥，中华人民共和国广东省佛山市的一座公路斜拉桥，是魁奇路东延线跨越东平水道的关键节点，连接禅城区与顺德区。该桥建成后，承担起佛山中心商务区与广州中心城区、西江组团之间的快速交通联系，禅城向西可连接广明高速，向东20分钟车程即可直达广州南站，同时也借此打通了与乐从、陈村、桂城等地区的对接，使禅城主城区东西方向的交通压力大为缓解，重新构建了禅城的交通组织体系。
奇龙大桥是“佛山市魁奇路东延线二期工程”的一部分，由上海市政工程设计研究总院负责设计，于2014年1月28日正式开工建设，佛山市路桥建设有限公司投资，四川路桥建设集团有限公司承建，于2016年8月17日合龙，2016年11月18日建成通车。

## 设计
大桥设计者为上海市政工程设计研究总院的教授级高级工程师郝维索。采用独塔空间双索面混合梁斜拉桥设计，跨径组合为66+69+260米，全长395米，桥面宽40.5米，按双向八车道加人行道、城市一级公路标准兼顾城市道路功能设计。
主梁采用混合梁，其中主跨采用钢箱梁，节段吊装施工，边跨采用预应力混凝土梁，支架现浇施工，钢混结合段设在主跨距离主塔15米处。边跨主梁采用单箱四室断面，顶板宽40.5米，底板宽38.5米，人行道挑臂长1米；顶板厚0.3米，底板厚0.32米，拉索锚固边腹板厚1.8米，中腹板厚0.5米；中心线高3.505米；采用C55混凝土。主跨主梁采用双边箱正交异性板钢箱梁，含风嘴全宽40.5米，中央分隔带宽1米，道路中心线处梁高3.6米，顶板设2%横坡，底板水平；标准节段长12米，梁上索距12米，最大节段重量290吨。
主塔采用菱形塔设计，总高142米，其中桥面以上高118米。上塔柱采用单室箱形断面，并设置横向连系板，断面尺寸为4.5×7米，上段和中段顺桥向、横桥向壁厚均为0.8米，下段顺桥向、横桥向壁厚均为1.1米，下端5米范围内，壁厚从1.1米均匀变化至1.5米。下塔柱采用变截面单室箱形截面，截面尺寸从4.5×7米变化至9×9米（塔底），壁厚1.5米。塔底设2米实心段，主塔和承台间设置2米高塔座。主塔基础采用18根直径3米的钻孔灌注桩，使用C30水下混凝土。
斜拉索采用空间双索面布置，塔上索距2.3~3.4米，梁上标准段索距中跨12米、边跨6米。全桥共40对（80根）斜拉索，拉索水平倾角23~74°，最大单根拉索拉力达730吨，安全系数≥2.5。最大索长271米，重18.7吨。

### 主要技术参数
- 设计使用年限：100年[5]
- 设计荷载：公路-Ⅰ级（汽车）、3.5千牛/平方米（人群）
- 设计车速：80千米/小时
- 设计洪水频率：1/300
- 设计抗震标准：设防地震烈度7度、地震动峰值加速度0.1g、抗震设防类别A类[6]